# شهرستان تایلر (تگزاس)
شهرستان تایلر، تگزاس (به انگلیسی: Tyler County, Texas) یک سکونتگاه مسکونی در ایالات متحده آمریکا است که در تگزاس واقع شده‌است.

## خصوصیات
شهرستان تایلر ۲٬۴۲۴٫۲۴ کیلومترمربع مساحت دارد.